# Das Geheimnis der Mumie (2021)
Das Geheimnis der Mumie (Originaltitel: Under Wraps) ist ein US-amerikanischer Fantasyfilm der Walt Disney Company. Er bildet ein Remake zu dem gleichnamigen Fernsehfilm von 1997. Er wurde am 1. Oktober 2021 in den Vereinigten Staaten auf dem Disney Channel ausgestrahlt. Die deutsche Premiere des Disney Channel Original Movies fand am 31. Oktober 2021 auf dem deutschen Disney Channel statt.

## Handlung
Die Freunde Marshall und Gilbert sowie die neue Schülerin Amy beleben in den Tagen vor Halloween versehentlich eine Mumie wieder zum Leben. Sie nennen die Mumie Harold und erleben turbulente Dinge mit ihm. Jedoch benötigt Harold dringend Hilfe, da er in großer Gefahr schwebt.

## Produktion
Im November 2020 wurde bekannt, dass Disney an einem Remake des ersten Disney Channel Original Movie, Das Geheimnis der Mumie, arbeitet. Die Hauptrollen übernahmen Malachi Barton, Christian J. Simon, Sophia Hammons und Phil Wright. Die Dreharbeiten fanden im November und Dezember 2020 im kanadischen Vancouver statt.
Im Film werden Verweise auf andere Disney-Channel-Serien und -Filme gemacht. So läuft während der Halloween-Party das Lied Calling All the Monsters von China Anne McClain aus der Serie A.N.T.: Achtung Natur-Talente. Außerdem haben sich zwei Party-Gäste als Zed und Addison, die Hauptcharakter des DCOM Zombies, verkleidet.

## Veröffentlichung
Die Erstausstrahlung am 1. Oktober 2021 in den Vereinigten Staaten verfolgten 0,41 Millionen Menschen.
Am 8. Oktober 2021 wurde der Film in das Programm von Disney+ aufgenommen.
Die deutsche Veröffentlichung fand am 31. Oktober 2021 auf dem Disney Channel statt. Am 28. Oktober 2022 erschien der Film auf Disney+ in Deutschland.

## Fortsetzung
Am 7. Februar 2022, wurde eine Fortsetzung bekanntgegeben. Die Dreharbeiten fingen bereits am 17. Januar an und endeten im März desselben Jahres. Die Erstausstrahlung erfolgte am 25. September 2022 in den Vereinigten Staaten und erreichte 0,26 Millionen Zuschauer.
In Deutschland erfolgte die Erstausstrahlung am 25. Oktober 2022 auf dem Disney Channel. Auf Disney+ erschien der Film am 28. April 2023 in Deutschland.